# 井川町岩風呂
井川町岩風呂（いかわちょういわぶろ）は、徳島県三好市の町名。郵便番号は778-0000。

## 地理
三好市の北東部に位置。東は井川町炭焼、西は井川町大佐古、北は井川町才長谷、南は井川町野山とそれぞれ接する。地域のほとんどが山間部で、北麓に住居が点在している。

### 河川
- 高野谷川

## 歴史
- 2006年（平成18年）3月1日 - 三好郡井川町が三野町・池田町・山城町・東祖谷山村・西祖谷山村と合併して三好市が発足し、現在の町名となる。

## 世帯数と人口
2021年（令和3年）11月30日現在の世帯数と人口は以下の通りである。
| 町丁         | 世帯数 | 人口 |
| ------------ | ------ | ---- |
| 井川町岩風呂 | 2世帯  | 3人  |

## 交通

### 鉄道
- 最寄り駅はJR土讃線の辻駅。